# Eumorpha elisa
Eumorpha elisa är en fjärilsart som beskrevs av Smyth. 1901. Eumorpha elisa ingår i släktet Eumorpha och familjen svärmare. Inga underarter finns listade i Catalogue of Life.

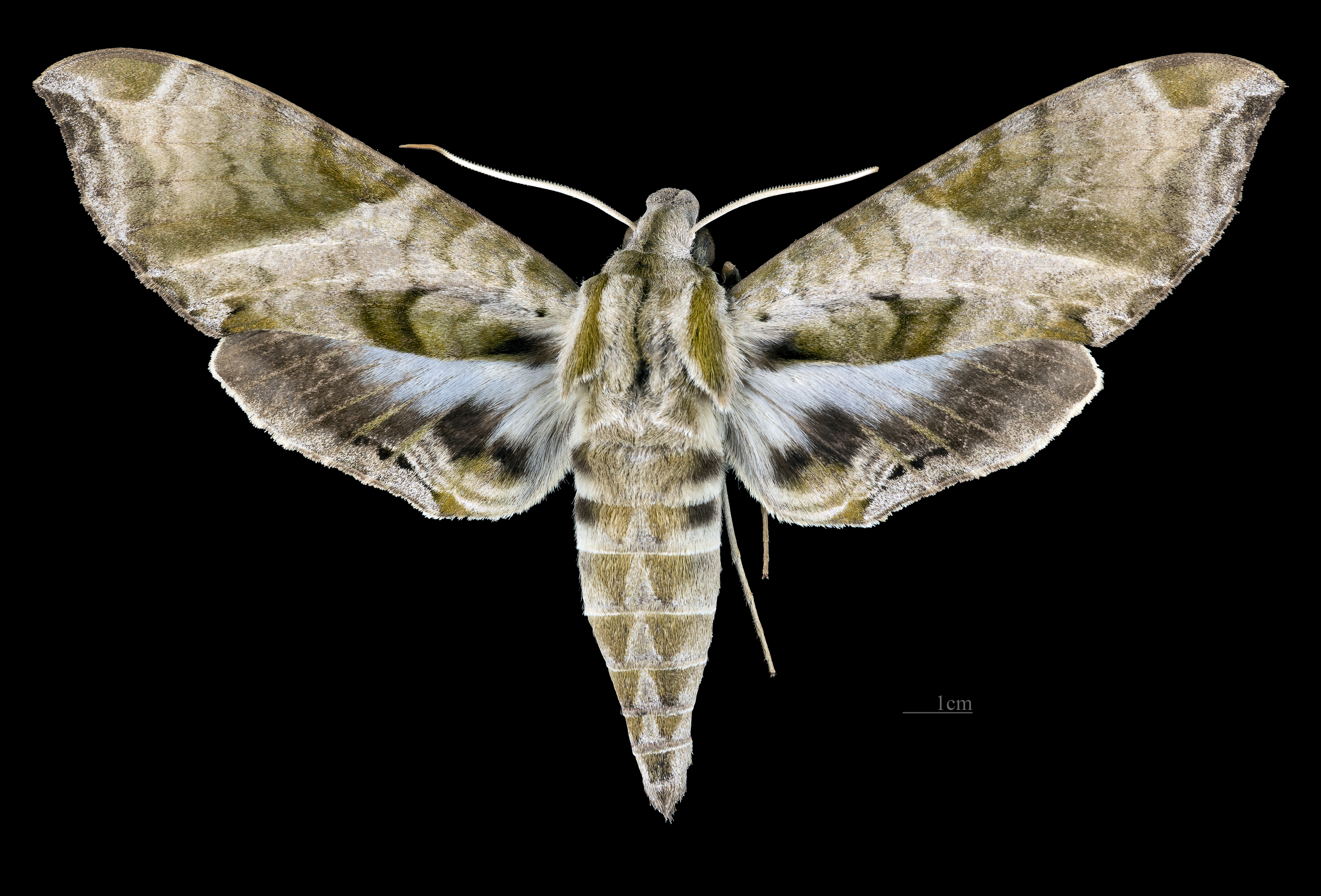
Eumorpha elisa ♂
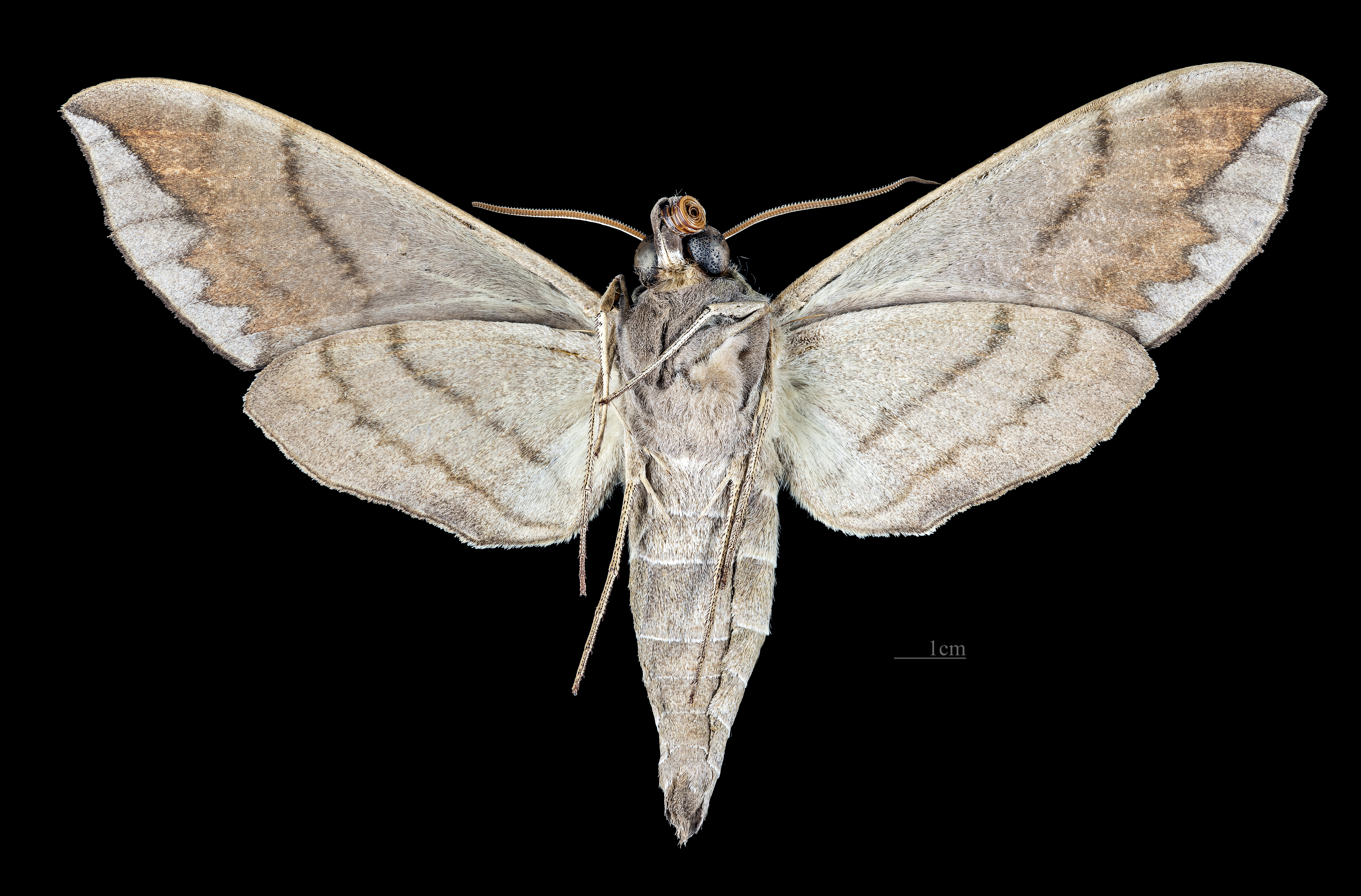
Eumorpha elisa ♂ △